# Dmitri Andrejewitsch Kulagin
Dmitri Andrejewitsch Kulagin (russisch Дми́трий Андре́евич Кула́гин, * 1. Juli 1992 in Moskau, Russland) ist ein russischer Basketballspieler. Der 1,97 m große Shooting Guard spielt seit 2015 für den PBK ZSKA Moskau in der VTB-UL. Seit der Europameisterschaft 2013 gehört er zum Kader der russischen Nationalmannschaft.

## Vereinskarriere
Kulagin lernte das Basketballspielen in der Jugend des ZSKA Moskau. Seinen ersten Vertrag bei den Profis unterschrieb er beim BK Nischni Nowgorod in der russischen Superliga B. Mit Nowgorod stieg er in der Saison 2009/10 in die Superliga A auf. Im nächsten Jahr erreichte Kulagin mit seiner Mannschaft das Finale des russischen Pokals und wurde dort zum besten Spielmacher ernannt. Für die Saison 2011/12 wechselte Kulagin zu Triumph Ljuberzy. Mit Triumph erreichte er den dritten Platz bei der Eurochallenge 2012. Danach wechselte er zu Krasnye Krylja Samara. Mit Samara gewann er 2013 die Eurochallenge und den russischen Pokal und kehrte nach nur einer Saison nach Ljuberzy zurück. Mit Triumph erreichte er 2014 das Finale der Eurochallenge. Im Sommer 2014 zog er mit Triumph nach St. Petersburg zum neuformierten BK Zenit Sankt Petersburg um. Am Ende der Saison 2013/14 wurde Kulagin zusammen mit Edgaras Ulanovas zum Best Young Player in der VTB-UL ernannt.

## Nationalmannschaft
Dmitri Kulagin wurde in alle russischen Juniorennationalmannschaften berufen. Am erfolgreichsten verlief für ihn die U-18 EM 2010, als er mit Russland die Silbermedaille gewann und zum besten Playmaker des Turniers gewählt wurde. Bei der U-19 EM 2011 erreichte er mir Russland den dritten Platz.
 Nachdem er 2013 mit der Studenten-Nationalmannschaft bei der Universiade die Goldmedaillen gewonnen hatte, wurde er in die Nationalmannschaft berufen und nahm an der Basketball-Europameisterschaft 2013 teil.

## Erfolge und Auszeichnungen
- Sieger Eurochallenge 2013
- Sieger russischer Pokal 2013
- Sieger der Universiade 2013
- Best Young Player in der VTB-UL 2013/14